# Domenico Galli
Domenico Galli (* 25. Juli 1791 in Locarno; † 5. Februar 1856 ebenda) war ein Schweizer Rechtsanwalt, Politiker (LP), Tessiner Grossrat, Staatsrat und Ständerat.

## Biografie
Domenico Galli war Sohn von Michele, Politikers und Notars, und seiner Frau Giovanna Bacciocchi. Er studierte Rechtswissenschaft an der Universität Pavia und im Jahr 1811 promovierte Jurist, dann hatte grossen Anteil an der Ausarbeitung der Tessiner Gesetzbücher und der wichtigsten kantonalen Gesetze. Er gehörte zu den Urhebern der Verfassungsreform von 1830 und zu den Führern der Bewegung der reinen oder radikalen Liberalen. Nach der Machtergreifung der Radikalen im Jahr 1839 war er Mitglied der provisorischen Regierung. Seine politische Laufbahn: von 1827 bis 1839, von 1841 bis 1856 Tessiner Grossrat (Präsident 1831, 1851 und 1855), von 1839 bis 1848 Staatsrat, von 1839 bis 1845 Präsident der Kommission der Straf- und Polizeigerichtsbarkeit und von 1845 bis 48 der Gesundheitskommission. Im Jahr 1833 war er Tagsatzungsgesandter und 1851 Ständerat.
Er geriet mehrmals in Konflikt mit der Politik der Radikalen: 1848 lehnte er insbesondere die neue Bundesverfassung ab, die seiner Meinung nach das Kanton Tessin benachteiligte, und 1852 bekämpfte er die Politik der Radikalen, das Klostergut zu säkularisieren.